# Silene borderei
Silene borderei är en nejlikväxtart som beskrevs av Jordan. Silene borderei ingår i släktet glimmar, och familjen nejlikväxter. Inga underarter finns listade i Catalogue of Life.